# 長濱豐彥
長濱豐彥（1896年—1984年）是日本在第二次世界大戰投降之後，居住在鹿兒島縣鹿兒島郡三島村硫磺島（鬼界島）的一位自稱天皇的人物，自稱是安德天皇第34代孫。媒體稱之為長濱天皇。
長濱豐彥大約在1950年左右成為媒體的話題。他在小學畢業之後，參加了大日本帝國海軍，成為志願兵，進三等兵曹。退伍之後回到硫磺島供奉島上熊野神社的神主安德天皇。他依靠半農半漁的生活以及軍隊的退伍金為生，同時擔任該島選舉管理委員會委員長的職務。
長濱豐彥作為自稱天皇之一，既沒有像三浦天皇等人的威嚴的皇居，也沒有熊澤天皇那樣與昭和天皇對抗的意識。長濱豐彥不喜歡前來採訪的記者。長濱豐彥由於性格和善而受到了島民的尊敬。當地居民尊稱他為「天皇君」（天皇さん）。

## 安德天皇臨幸硫磺島的傳說
根據日本正史記載，1185年，平家在壇之浦之戰中為源氏所滅，安德天皇跳海自盡。但根據硫磺島當地的傳說，安德天皇並沒有死，而是與平資盛等人從海路逃亡。途中經伊予國到達了日向國大隅半島，又越過了肝屬平野，在大約1187年左右到達了硫磺島，同櫛匣局（一名穴御前）結婚並生下了長濱豐彥的祖先隆盛親王。安德天皇則於寬元元年（1243年）在該島逝世。
長濱家有一個傳家之寶，相傳裡面安置的是天皇家族的神器。據說在江戶時代後期，薩摩藩藩主島津齊興（一說是島津重豪的特使）來島，要求見一見箱子裡東西的真面目，但長濱家的人聲稱凡人不可以觀看天皇的神器，否則會因遭神的懲罰而失明。1930年左右，一些研究平家的歷史學者前來訪問，長濱家向他們展示了含有島津氏花押的一些書信。長濱家還藏有許多相傳是安德天皇時期的武具。
安德天皇流亡硫磺島的說法，不僅在硫磺島傳說裡出現，在《薩摩國硫黃島三州大權現鎮座本記》、《鹿兒島外記》以及《肝屬郡高山町四十九所神社記》等等文獻中也有記載。相傳長濱家的住宅原先就是安德天皇用黑木搭成的御所。其家背後的丘陵被稱為御前山，山中有被稱為「平家一門墓」的中世時期墓地；其中央的五輪塔據說就是安德天皇陵。二戰之後，鹿兒島縣文化財保護委員會曾派人前來調查，認為這一遺址十分貴重，但並不能断定此是安德天皇的陵墓。